# Atthipol Poolsap
Atthipol Poolsap (thailändisch อิทธิพล พูลทรัพย์, * 8. April 1984 in Udon Thani), auch als Tor (thailändisch ต่อ) bekannt, ist ein ehemaliger thailändischer Fußballspieler.

## Karriere

### Verein
Fußballspielen erlernte er wie viele andere Ligaspieler beim Bangkok Christian College FC in Bangkok. Die ersten Schritte als Profi machte er bei Thailand Tobacco Monopoly FC. Hier spielte er von 2004 bis 2006. 2007 zog es ihn zum Top Club PEA FC, dem heutigen Buriram United. Nach nur einem Jahr ging er an die Ostküste zum dortigen in Pattaya beheimateten Ligakonkurrenten Pattaya United. Hier spielte er sechs Jahre und wurde zum Publikumsliebling. 2014 spielte er in Bangkok für die Clubs BEC-Tero Sasana und Police United. Von 2015 bis 2017 stand er bei dem sog. Arbeiterverein Port FC in Bangkok unter Vertrag. 2018 zog es ihn wieder zurück zu Pattaya United. Für Pattaya bestritt er in der Saison 2018 acht Erstligaspiele. Nachdem sein Vertrag Mitte 2018 aufgelöst worden war, schloss er sich die Rückserie dem Zweitligisten Nongbua Pitchaya FC aus Nong Bua Lamphu an. Ende 2018 beendete er seine aktive Laufbahn als Fußballspieler.

### Nationalmannschaft
Atthipol Poolsap absolvierte sechs Länderspiele für die thailändische Nationalmannschaft, wobei er am 16. Dezember 2004 ein Tor beim Tiger Cup in Kuala Lumpur beim 3:1-Erfolg gegen die Philippinen schoss.